# Anna Pavignano
Anna Pavignano (Borgomanero, 4 marzo 1955) è una scrittrice e sceneggiatrice italiana.

## Biografia
Nel 1977 ha partecipato come comparsa alla trasmissione di Rai 1 Non stop, vero e proprio carosello di comici italiani. Qui ha incontrato Massimo Troisi, con cui ha intrapreso una relazione sentimentale che durerà dieci anni. Proprio con Troisi, Anna Pavignano ha scritto a quattro mani le sceneggiature di Ricomincio da tre (1981), Scusate il ritardo (1983), Le vie del Signore sono finite (1987), Pensavo fosse amore... invece era un calesse e Il postino (1994), per cui riceverà la candidatura all'Oscar assieme a Michael Radford, Furio Scarpelli, Giacomo Scarpelli e allo stesso Massimo Troisi. Ha partecipato in veste di attrice al film di Massimo Troisi Scusate il ritardo, interpretando il ruolo di Rita, la fidanzata di Tonino.
Dopo la rottura della relazione sentimentale con Troisi, Anna Pavignano ha continuato a collaborare con quest'ultimo, ma scrivendo anche la sceneggiatura di Casomai, film sulle difficoltà di coppia con Stefania Rocca e Fabio Volo, e di Sul mare, film tratto dal suo romanzo In bilico sul mare, per la regia di Alessandro D'Alatri.
Nel 2009 ha debuttato nella letteratura, pubblicando il romanzo autobiografico Da domani mi alzo tardi, in cui ha raccontato i ricordi della sua storia d'amore e d'amicizia con Troisi, ricreando una fittizia situazione presente in cui l'attore e regista napoletano è mostrato ancora in vita: grazie al grande successo ottenuto, reciterà in teatri italiani alcuni brani tratti dal romanzo con accompagnamento musicale nel corso degli anni successivi. Continua a scrivere romanzi e, ottavo dopo dieci anni di pubblicazioni, nel 2017 dà alla luce La Svedese, una storia d'amore "al femminile", una storia pensata ancora ai tempi del sodalizio con Troisi, che avrebbe voluto farne un film.
Nel 2023 è stata sceneggiatrice del documentario su Massimo Troisi, Laggiù qualcuno mi ama di Mario Martone.
Nel luglio 2025 esce il suo romanzo "Come sale sulla pelle" (Piemme), storia ambientata a fine Ottocento in cui si toccano importanti temi di attualità, disabilità ed emigrazione.

## Opere letterarie
- Da domani mi alzo tardi, Roma, E/O, 2007. ISBN 978-88-7641-766-5
- In bilico sul mare, Roma, E/O, 2009. ISBN 978-88-7641-852-5
- Una cosa che ti scoppia nel cuore, Topipittori 2012
- Zeus e i suoi fratelli, Roma, Nuova Frontiera
- Miti greci- Roma, Nuova Frontiera
- Venezia, un sogno, E/O 2012
- Tutto quello che vorrei, Milano, EL, 2013. ISBN 978-88-477-2964-3
- La Svedese - Verdechiaro Edizioni 2017
- La prima figlia, Roma, E/O, 2021.
- Come sale sulla pelle, Piemme 2025

## Filmografia
- Ricomincio da tre, regia di Massimo Troisi (1981)
- Morto Troisi, viva Troisi!, regia di Massimo Troisi (1982)
- Scusate il ritardo, regia di Massimo Troisi (1983)
- Le vie del Signore sono finite, regia di Massimo Troisi (1987)
- Passi d'amore, regia di Sergio Sollima (1989)
- Ma non per sempre, regia di Marzio Casa (1991)
- Pensavo fosse amore... invece era un calesse, regia di Massimo Troisi (1991)
- Il postino, regia di Michael Radford (1994)
- Malefemmene, regia di Fabio Conversi (2001)
- Casomai, regia di Alessandro D'Alatri (2002)
- Amore con la S maiuscola, regia di Paolo Costella (2002)
- Se devo essere sincera, regia di Davide Ferrario (2004)
- Sul mare, regia di Alessandro D'Alatri (2010)
- Something Good, regia di Luca Barbareschi (2013)
- Elsa & Fred, regia di Michael Radford (2014)
- La musica del silenzio, regia di Michael Radford (2017)
- Exitus - Il passaggio, regia di Alessandro Bencivenga (2019)
- I ragazzi dello Zecchino d'Oro, regia di Ambrogio Lo Giudice (2019) - film TV
- Da domani mi alzo tardi, regia di Stefano Veneruso (2023)
- Laggiù qualcuno mi ama, regia di Mario Martone (2023) - documentario
- I limoni d'inverno, regia di Caterina Carone (2023)